# Орехов, Виктор Алексеевич
Виктор Алексеевич Орехов (род. 1944, Сумы, Украинская ССР) — бывший капитан Пятого управления КГБ СССР, помогавший советским диссидентам. 

## Биография
Срочную службу проходил в пограничных войсках. Учился в Высшей школе КГБ им. Дзержинского, 2-й факультет — разведки и контрразведки, выучил турецкий язык.
Служил в Москворецком районном отделе КГБ в Москве (младший оперуполномоченный, звание — лейтенант). Обслуживал Текстильный институт, работал с иностранными студентами.
Затем служил в пятом отделе Управления КГБ по Москве (борьба с «идеологическими диверсиями»). В качестве поощрения по службе был отправлен в заграничную командировку, неофициально рассматриваемую как отпуск — сопровождал труппу Большого театра СССР в течение более чем двухмесячных гастролей по Японии.
Арестован в октябре 1978 года за предупреждения диссидентов об обысках и арестах с 1976 года. Орехов должен был проводить «профилактические» или вербовочные беседы с диссидентом Марком Морозовым, и через Морозова Орехов, пришедший к выводу об аморальности своей службы, стал передавать диссидентам сведения об ожидающихся обысках и арестах. Морозов был арестован и выдал Орехова (но Орехова КГБ подозревал и ранее). Как сказал Морозов на суде, вскоре после его ареста ему были предъявлены  показания Орехова о  переданной им информации и просьба Орехова подтвердить их. Морозов выполнил его просьбу. 
Был судим военным трибуналом, приговорён к 8 годам лишения свободы (по ст. 75, разглашение государственной тайны, и ст. 260, пункт «а», злоупотребление властью, превышение или бездействие власти, совершенное военнослужащим УК РСФСР). Следователем по делу Виктора Орехова был Анатолий Трофимов, впоследствии глава московского УФСБ.

Из материалов уголовного дела:
«В январе 1977 года Орехов предупредил о предстоящем аресте Орлова. В феврале 1977 года предупредил о проведении специальных оперативно-технических мероприятии в отношении Щаранского и о предстоящих обысках у Лавута и других граждан. Орехов, зная, что Морозов имеет отношение к изготовлению и распространению антисоветских листовок, разгласил данные о проведении оперативно-технических мероприятий в отношении Морозова, а также в отношении Гривниной и Сквирского. Получаемые от Орехова сведения Морозов передавал своим единомышленникам».
Отбывал наказание в спецзоне для бывших работников правоохранительных органов в Марийской АССР. Из колонии писал Председателю КГБ Ю. В. Андропову, члену Политбюро Суслову, Генсеку Брежневу, в «Литературную газету».
Вышел из заключения в 1986 году. Трудился рабочим на фабрике, выступал в перестроечной прессе. В начале 1990-х занимался мелким бизнесом (пошив одежды). В 1991 году журналист Игорь Гамаюнов опубликовал о нём очерк в «Литературной газете».
В 1995 году вновь арестован за хранение пистолета (официально обвинён в «незаконном хранении оружия») и приговорён к трём годам строгого режима. По мнению Орехова, расследованием дела снова руководил бывший шеф Виктора Орехова генерал Анатолий Трофимов. Наказание отбывал в зоне для рецидивистов на Урале. Благодаря активному вмешательству общественности и СМИ (в том числе телепрограмме компании НТВ — передача «Герой дня»), через два года Орехов был выпущен на свободу.
11 апреля 1997 года, по соображениям безопасности, Виктор Орехов уехал из России. В настоящее время проживает в США под изменённым именем. В возрасте 80 лет Виктор Орехов сохраняет ясное сознание, зарабатывает на жизнь развозкой пиццы и не поддерживает контактов со спецслужбами ни РФ, ни США.. По словам интервьюировавших его журналистов, считает, что, начни он жизнь сначала, повторил бы тот же путь.

## В культуре
- В 1991 году в издательстве «Советский писатель» вышла антология «Именем закона». В сборник вошла повесть И. Н. Гамаюнова «Обречённый на правду», рассказывающая о судьбе В. Орехова[7].
- В 2011 году вышла книга французского публициста Николя Жалло «Виктор Орехов: Диссидент из КГБ»[8]. Переведена на русский язык и издана в 2022 году[9].
- Стал прообразом Виктора Решетова в повести «Клеточников» советского диссидента Александра Подрабинека[10].

## Фильмография
- Док. фильм: «Диссидент из КГБ» (реж. Николя Жалло (фр. Nicolas Jalot), Франция, 2010; 72 мин.) Телефильм ARTE: На французском На немецком (недоступная ссылка)